# Bubble (film)
Pour les articles homonymes, voir Bubble.
Pour plus de détails, voir Fiche technique et Distribution.
Bubble est un film américain réalisé par Steven Soderbergh et sorti en 2005. Le film a été tourné avec uniquement 1,6 million de dollars et des acteurs non professionnels. Il est présenté le 3 septembre 2005 à la Mostra de Venise, le 11 septembre 2005 au festival de Toronto, le 25 septembre 2005 au festival de New York.

## Synopsis
Aux États-Unis, dans une ville du Midwest près de la rivière Ohio, Martha et le jeune Kyle travaillent dans une fabrique de poupées. Malgré leurs âges éloignés, ils entretiennent une bonne amitié. Mais cette petite vie tranquille est perturbée par l'arrivée d'une nouvelle employée, Rose, qui noue rapidement des liens avec Kyle. Un matin, on retrouve Rose étranglée...

## Fiche technique
Sauf indication contraire, les informations mentionnées dans cette section peuvent être confirmées par la base de données cinématographiques IMDb,  présente dans la section « Liens externes ».
- Titre original et français : Bubble
- Réalisation : Steven Soderbergh
- Scénario : Coleman Hough
- Photographie : Steven Soderbergh (crédité sous le pseudonyme Peter Andrews[1])
- Montage : Steven Soderbergh (crédité sous le pseudonyme Mary Ann Bernard[1])
- Musique : Robert Pollard
- Production : Gregory Jacobs, 
  - Producteurs délégués : Todd Wagner, Mark Cuban, Jason Kliot, Joana Vicente
- Sociétés de production : Section Eight, 2929 Entertainment, HDNet Films et Magnolia Pictures
- Société de distribution : Magnolia Pictures (États-Unis), Metropolitan Filmexport (France)
- Pays de production :  États-Unis
- Genre : policier, drame, thriller
- Format : 2.35 : 1 - Couleur
Dolby Digital
- Budget : 1 600 000 $
- Langue originale : anglais
- Durée : 73 minutes
- Dates de sortie[2] :
  - Italie : 3 septembre 2005 (Mostra de Venise 2005 - hors compétition)
  - Canada : 11 septembre 2005 (festival international du film de Toronto)
  - États-Unis : 12 janvier 2006 (avant-première à Parkersburg)
  - États-Unis : 27 janvier 2006
  - France : 10 mai 2006

## Distribution
- Debbie Doebereiner : Martha
- Omar Cowan : le père de Martha
- Dustin James Ashley : Kyle
- Phyllis Workman : la boulangère
- Laurie Lee : la mère de Kyle
- Daniel R. Christian : le superviseur à l'usine
- Misty Wilkins : Rose
- Madison Wilkins : Jesse
- K. Smith : Jake
- Decker Moody : l'inspecteur Don Taylor
- Thomas R. Davis : sergent Davis
- Ross Clegg : un expert de la police scientifique
- Scott Smeeks : l'officier Smeeks
- M. Stephen Deem : le propriétaire du Pawn Shop
- Leonora K. Hornbeck : Tackle Shopkeeper
- Katherine Beaumier : la coiffeuse
- Joyce Brookhart : la nièce de Martha
- David Hubbard : le pasteur (non crédité au générique)

## Production
Tous les acteurs du films sont des non-professionnels. Par exemple, Debbie Doebereiner, qui interprète Martha est directrice générale d'un restaurant KFC ; Dustin Ashley, qui joue Kyle, est étudiant en informatique.
Les véritables maisons des acteurs ont servi de décors pendant le tournage dans leur ville de Parkersburg en Virginie-Occidentale.

## Sortie et accueil
Bubble se distingue également par son exploitation particulière. En effet, il est le premier film aux États-Unis à avoir été distribué simultanément dans les salles de cinéma, en DVD et en vidéo à la demande. Certains y vont vu qu'un simple "coup marketing", d'autres y ont vu le début d'une nouvelle évolution de l'industrie cinématographique. Steven Soderbergh précise cependant que cette méthode était surtout destinée à lutter contre le piratage du film.
Le film reçoit globalement de bonnes critiques. Sur l'agrégateur américain Rotten Tomatoes, il obtient 71% d'avis favorables, pour 142 critiques et une note moyenne de 6,29⁄10. Bubble enregistre un score moyen de 63⁄100 sur le site Metacritic, basé sur 32 critiques collectées. En France, le film obtient également des critiques partagées. Il décroche une note moyenne de 3,7⁄5 sur le site AlloCiné, qui recense 26 titres de presse.
Le film ne connait qu'une sortie limitée en salles. Il ne récolte ainsi que 261 966 $ au box-office mondial, dont 145 626 $ sur le sol américain. En France, il n'attire que 36 024 spectateurs en salles.

## Distinctions
- En 2007, Steven Soderbergh est nommé au Film Independent's Spirit Awards dans la catégorie du meilleur réalisateur[9].